# Standerwick
Standerwick är en by i civil parishes Berkley och Beckington, i enhetskommunen Somerset, i grevskapet Somerset, i England. Byn är belägen 5 km från Frome. Standerwick var en civil parish fram till 1885 när blev den en del av Berkeley, Beckington och Frome. Civil parish hade 78 invånare år 1881. Byn nämndes i Domedagsboken (Domesday Book) år 1086, och kallades då Stalrewich/Estalrewicca.